# Qualité française
La qualité française, ou tradition de la qualité, désigne un type de films français des années 1940-1950 contre lequel se construira la nouvelle vague dans la seconde moitié des années 1950. Le terme, devenu un chrononyme pour le cinéma français entre l'après-guerre et la nouvelle vague, s'est imposé avec François Truffaut dans son article Une certaine tendance du cinéma français publié dans les Cahiers du cinéma en janvier 1954.

## Histoire
Le terme « qualité française » est en fait péjoratif, il désigne un cinéma qui, par ses récompenses et son succès en salle, démontre un savoir-faire de qualité, mais qui est engoncé dans une sorte d'académisme.
Le concept est né dans les Cahiers du cinéma. Ainsi, en octobre 1952, Michel Dorsday déplore que « le cinéma français est mort, mort sous la qualité, l'impeccable, le parfait [...] on ne fait plus en France que de bons films, fabriqués, léchés, présentés avec élégance. Et c'est là le désastre... » Mais c'est François Truffaut qui baptise le genre dans l'article de janvier 1954 Une certaine tendance du cinéma français.
Les critiques fustigent ces productions françaises qui s'enferment dans une tradition de savoir-faire qui manque d'âme. Truffaut épingle notamment les scénaristes Jean Aurenche et Pierre Bost qui utilisent selon lui une même formule pour adapter des romans aux cinéma, et ne permettant pas à un metteur en scène d'exprimer son art d'auteur de film. Il écrit ainsi : « Je ne puis croire à la co-existence pacifique de la tradition de la qualité et d'un cinéma d'auteurs ».

## Caractéristiques
Les films catégorisé « qualité française » se caractérisent par un manque de cohérence esthétique, un immobilisme, une absence de profondeur ou de substance. Pour Truffaut, grand lecteur, ce sont des adaptations trahissant la lettre.

## Films emblématiques
- Adorables Créatures
- La Symphonie pastorale
- Le Diable au corps
- Manèges
- Un homme marche dans la ville
- Jeux interdits
- Dieu a besoin des hommes
- Le Blé en herbe